# USS MacKenzie (DD-614)
USS MacKenzie (DD-614) – niszczyciel typu Benson. Został odznaczony czterema battle star za służbę w czasie II wojny światowej.
Po skreśleniu z listy jednostek floty zniszczony w czasie testów w David Taylor Model Basin.